# 祖師野村
祖師野村（そしのむら）は、かつて岐阜県郡上郡に存在した村である。現在の下呂市金山町祖師野に該当する。

## 歴史
- 1889年（明治22年）7月1日 - 町村制により、祖師野村が発足。
- 1897年（明治30年）4月1日 - 弓掛村、卯野原村、乙原村、岩瀬村、戸部村、東沓部村と合併し東村が発足。同日祖師野村廃止。